# Víctor Montoya
Víctor Montoya, född 21 juni 1958 i La Paz, Bolivia, är en svensk författare och kulturjournalist. Han skriver på spanska. 

## Biografi
Montoya växte upp i gruvsamhällena Siglo XX och Llallagua, norr om Potosí. År 1976, under Hugo Banzers diktatur, blev han förföljd, torterad och fängslad som följd av sin politiska aktivitet. Under sin tid i Panóptico Nacional i San Pedro och i fängelset med den högsta säkerhetsgraden i Chonchocoro-Viacha skrev han sin första bok.
Han blev frigiven från fängelset tack vare en kampanj driven av Amnesty International, och reste då till Sverige (1977). Han studerade pedagogik vid Lärarhögskolan i Stockholm. Hans produktion innefattar noveller, romaner och essäer. Han är verksam som journalist.
Han var ansvarig utgivare för litterära tidskrifterna PuertAbierta ("ÖppenDörr") och Contraluz ("Motljus"). Han är medlem i Sveriges Författarförbund och PEN-Club. Hans berättelser finns översatta och publicerade i internationella antologier. Han skriver åt tidningar och tidskrifter från Latinamerika, Europa och USA. Han är ansvarig för den digitala antologin av latinamerikanska berättare i Sverige.